# 1573
Cette page concerne l'année 1573  du calendrier julien.
L'année 1573 est une année commune qui commence un jeudi.

## Événements

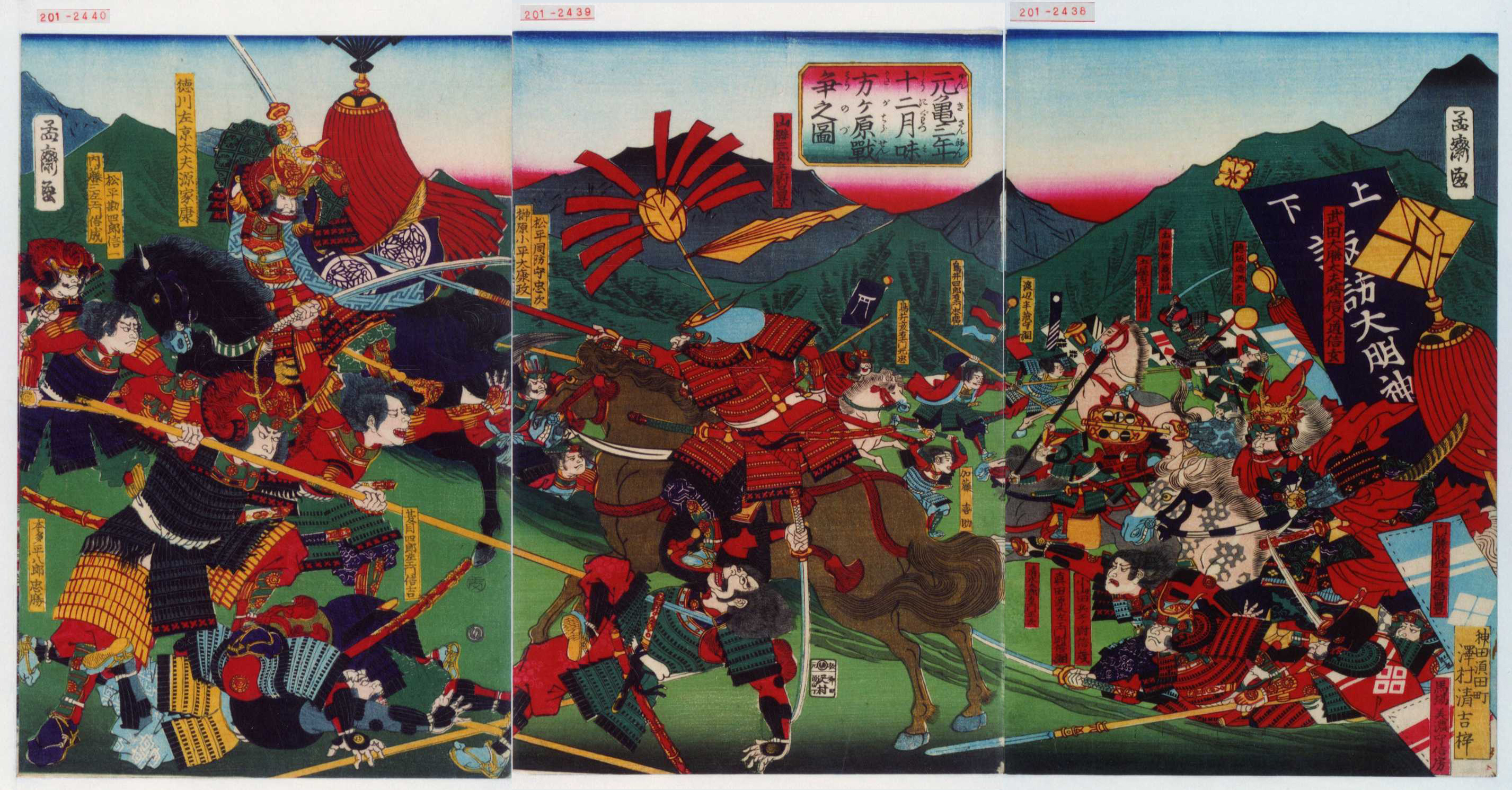
6 janvier : bataille de Mikata-Ga-Hara

- 6 janvier, Japon : victoire de Shingen Takeda sur Ieyasu Tokugawa et Nobunaga Oda à la bataille de Mikata-Ga-Hara[1].

- 26 février, Inde : Akbar prend Surat[2].

- 31 mars : dans la région de Nombre de Dios (Colón), Francis Drake et le corsaire français Guillaume Le Testu capturent les convois de mules qui amènent de Panama l’or du Pérou. Guillaume le Testu est tué en couvrant la retraite de Drake, qui peut enfouir 15 tonnes d’argent dans le limon d’une rivière et emporter quelques sacs d’or[3].

- 13 mai, Japon : Shingen Takeda meurt et ses troupes se débandent[4]. Oda Nobunaga encercle Kyôto, brûle ses faubourgs puis renverse et exile le dernier shogun Ashikaga, Yoshiaki[1] (juillet). Oda Nobunaga règne maintenant sur plus de la moitié du Japon.

- 6 juillet, Argentine : Jerónimo Luis de Cabrera fonde Córdoba de la Nueva Andalucía[5].

- 18 juillet, Japon : le shogun Yoshiaki Ashikaga est déposé par Oda Nobunaga[6]. Fin du gouvernement militaire de Muromachi. Début de l'ère Tenshō.

- 23 août-2 septembre : fin de la conquête de Gujerat par l'Empire moghol[7].

- 8 octobre : les Espagnols de Don Juan d'Autriche s’emparent de Tunis[8] et placent sur le trône un autre hafside.

- 15 novembre : Juan de Garay fonde Santa Fe, en Argentine[9].

- L'empereur indien Akbar abolit l'esclavage pour les prisonniers de guerre[10].

### Europe

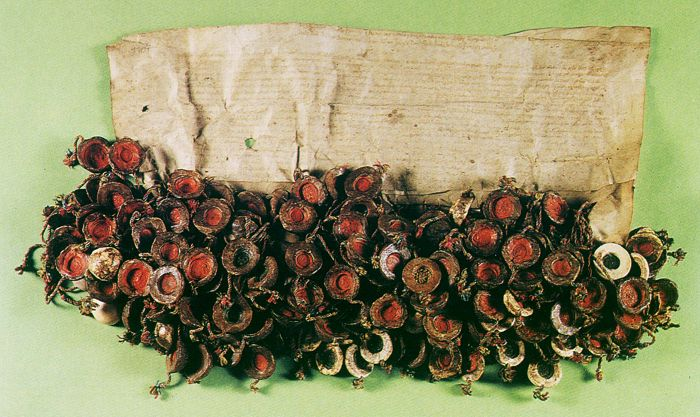
28 janvier : L'acte original de la Confédération de Varsovie

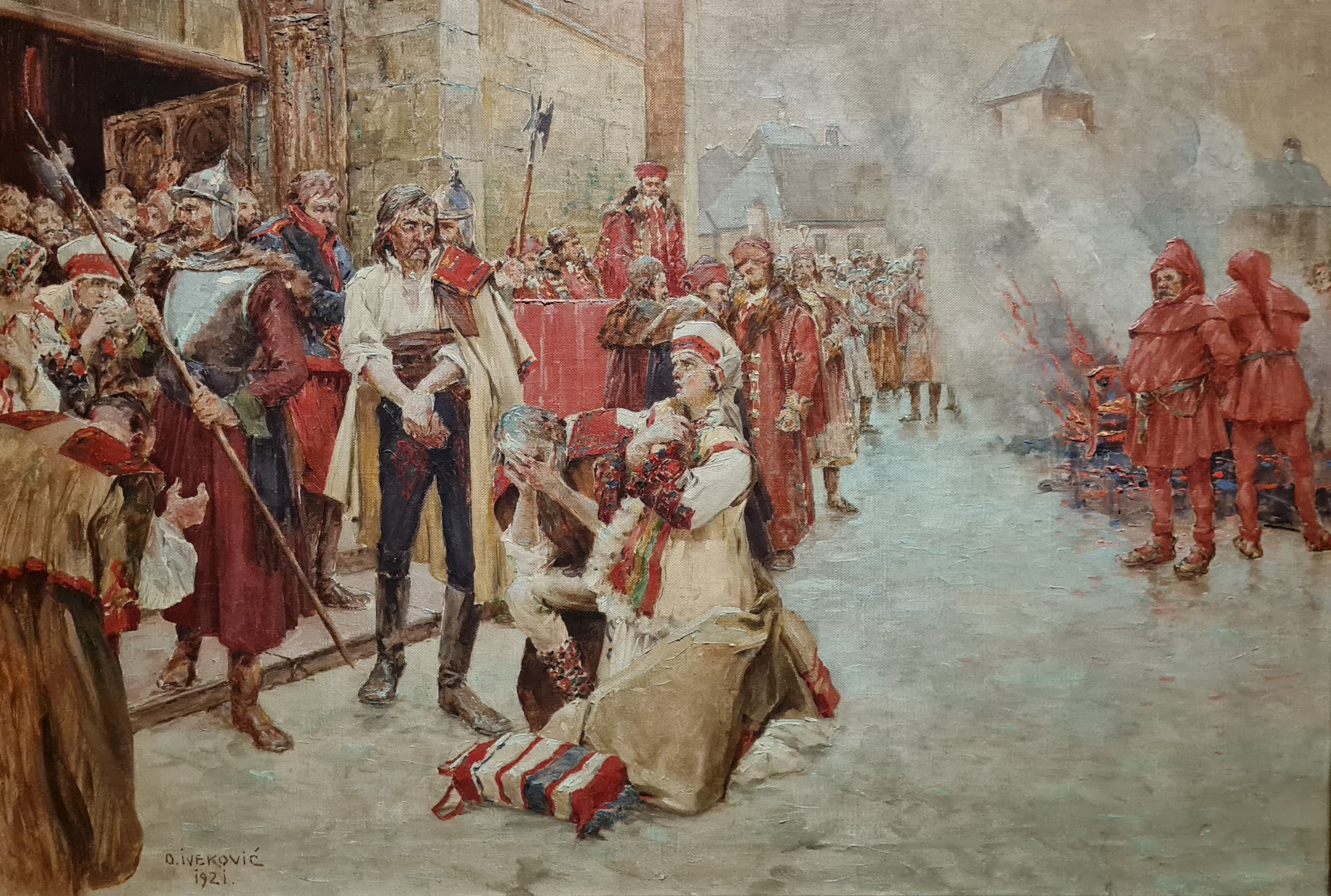
15 février : exécution de Matija Gubec à Zagreb

- Nuit du 27 au 28 janvier : début de la révolte paysanne croate et slovène menée par Matija Gubec[11].
- 28 janvier : confédération de Varsovie, fixation des conditions d'élection du roi de Pologne par les nobles et établissant le respect de la tolérance religieuse[12]. La Pologne compte 560 églises protestantes environ. Tous les groupes religieux sont représentés et bénéficient de protection dans la haute noblesse (calvinistes en Lituanie et à Cracovie, frères moraves, sociniens, luthériens en Prusse-Orientale). Début de l'Âge d’Argent en Pologne (fin en 1648).

- 9 février : répression de la révolte de Matija Gubec à la bataille de Stubičke Toplice[13].

- 11 février : Henri d'Anjou prend le commandement du siège de La Rochelle, sans succès (fin le 26 juin)[14].

- 7 mars : traité de paix signé à Constantinople entre la république de Venise et l'Empire ottoman[15]. Venise cède l'île de Chypre à la Turquie.

- 17-23 avril : bataille de Flessingue. Revers près de Lillo de la flotte du général espagnol Sancho d'Avila, chargé ravitailler les villes d'Arnemuiden et de Middelbourg, assiégées par les Hollandais[16].

- 23 avril : Everard Mercurian devient préposé général de la Compagnie de Jésus (fin en 1580)[17].

- 11 mai (Pentecôte) : Henri, duc d'Anjou, futur roi Henri III de France, est élu roi de Pologne (Henri Ier, fin en 1574)[18].

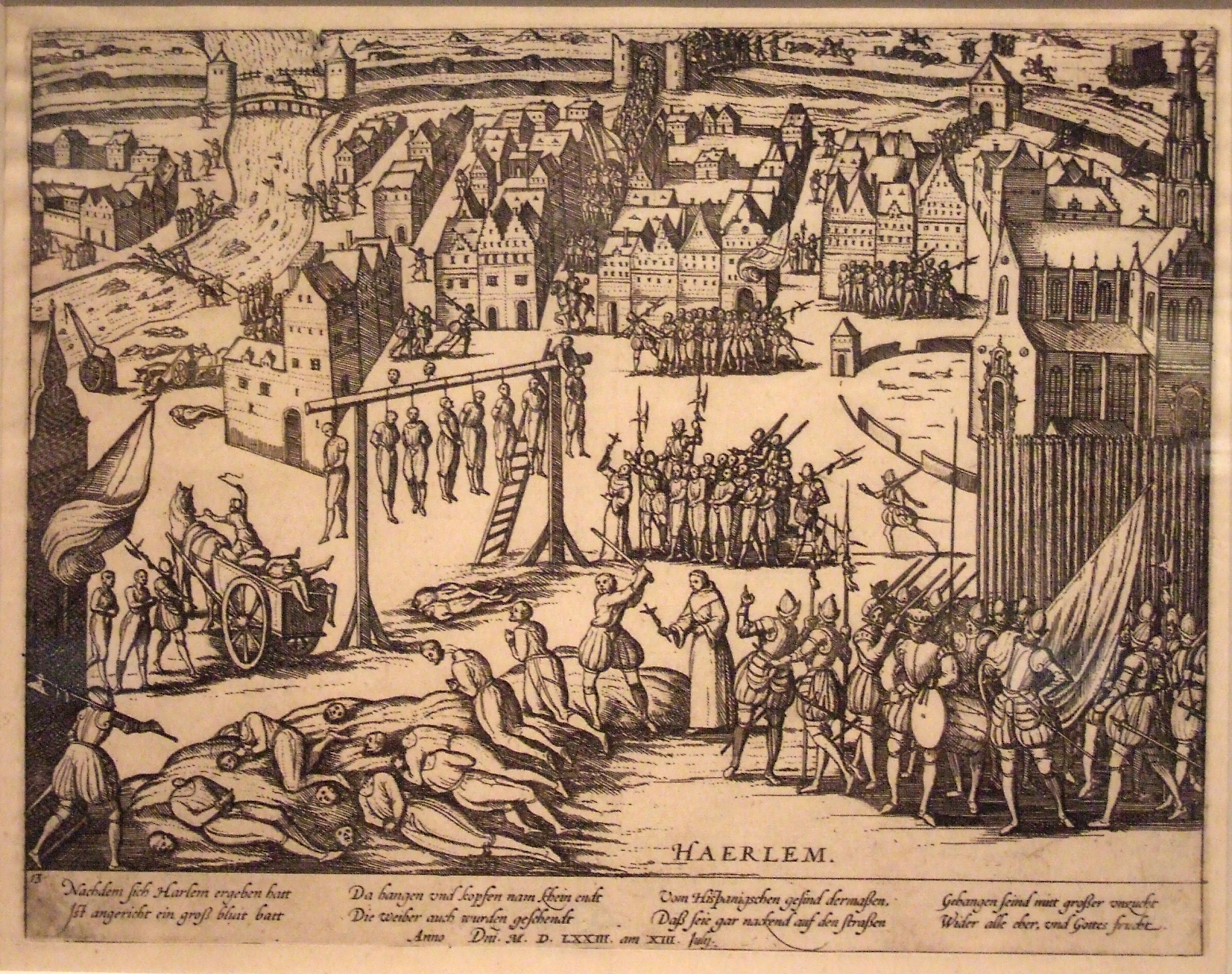
14 juillet : prise de Haarlem

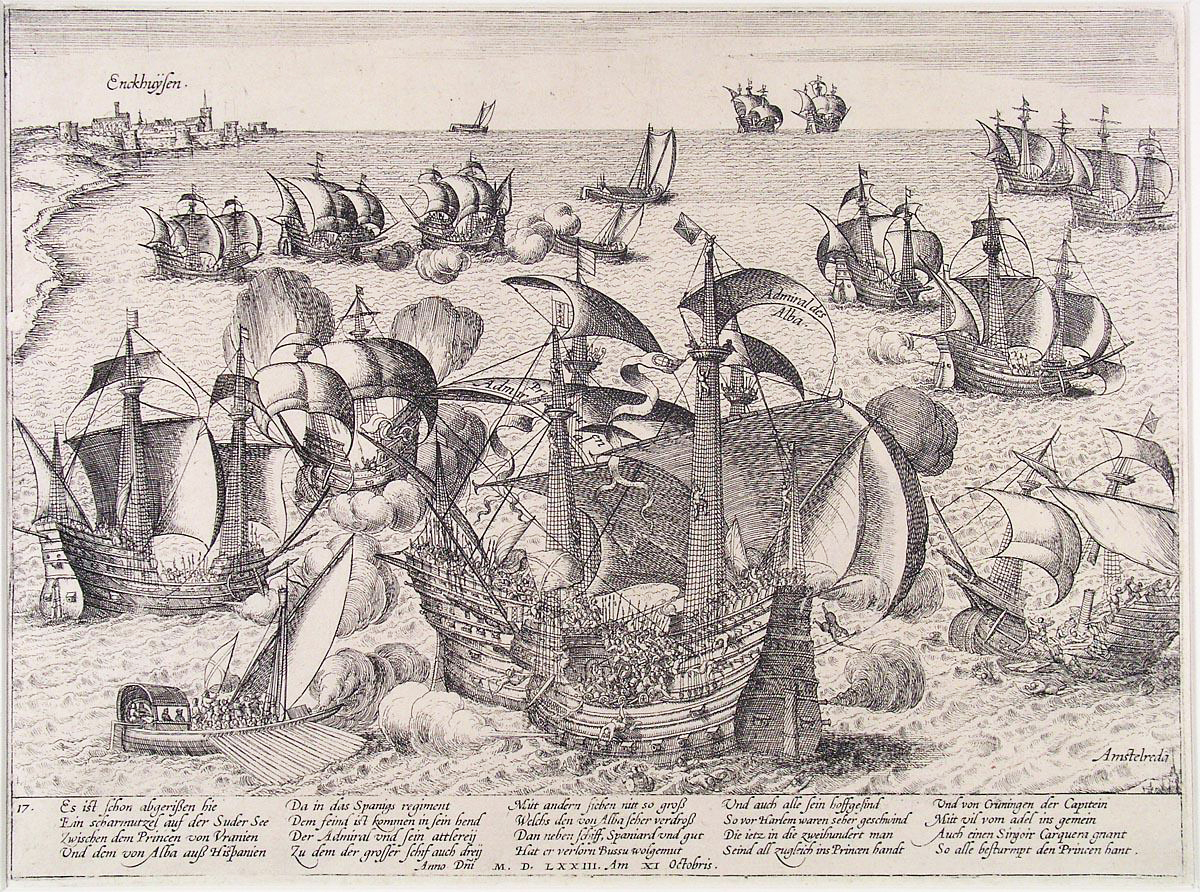
11 octobre : victoire navale hollandaise sur l'Espagne à la bataille de Zuiderzee

- 12 juillet : le duc d’Albe prend Haarlem après sept mois de siège[19].
- Juillet, Russie : Sayin Bulat, khan tatar de Kassimov embrasse le christianisme sous le nom de Simeon Bekbulatovich  et porte le titre de tsar[20].

- 10 septembre : Henri de Valois prête serment à Notre-Dame de faire respecter en Pologne les « pacta conventa »[21].
- 8 octobre : échec du duc d’Albe au siège d'Alkmaar[22].
- 11 octobre : à la bataille de Zuiderzee, une flotte hollandaise des Gueux de la mer met en déroute une flotte espagnole plus nombreuse et mieux équipée.
- 16 octobre : Giacomo Grimaldi Durazzo devient doge de Gênes, succédant à Giannotto Lomellini (fin du mandat le 17 octobre 1575)

- 17 novembre : arrivée de Réqueséns à Bruxelles[23].
- 29 novembre : Réqueséns succède au duc d’Albe comme gouverneur des Pays-Bas : le duc d’Albe quitte Bruxelles le 18 décembre[24]

- 21 décembre[25] : Francis Walsingham (1530-1590), protégé de la reine Élisabeth Ire d'Angleterre, entre au Conseil privé. Il développera la police secrète et démasquera des complots contre la reine.

- Philippe II d'Espagne s’installe définitivement à l’Escurial[26].

- Violentes grèves dans les mines de cuivre en Hongrie[27].

- Élisabeth Ire d'Angleterre constitue des « bandes armées » (trained bands)[28] de 100 000 hommes environ, levées en cas de besoin parmi la milice des comtés.

## Naissances en 1573
- 2 janvier : Antoine de Cous, ecclésiastique français († 14 juillet 1648).
- 10 janvier : Simon Marius, astronome allemand († 26 décembre 1624).
- 18 janvier : Ambrosius Bosschaert, peintre néerlandais († 1621).
- 20 janvier : Alexandre de Schleswig-Holstein-Sonderbourg, duc de Schleswig-Holstein-Sonderbourg († 13 mai 1627).
- 30 janvier : Georges-Frédéric de Bade-Durlach, prince du Saint-Empire romain germanique († 24 septembre 1638).
- 4 février : György Káldy, prêtre jésuite hongrois († 30 octobre 1634).
- 28 février : Elias Holl, architecte du Saint-Empire romain germanique († 6 janvier 1646).
- 2 mars : Miguel de la Fuente, frère et prêtre espagnol de l'Ordre du Carmel († 27 novembre 1626).
- 10 mars :
  - Dudley Carleton, collectionneur d'art, diplomate et secrétaire d’État anglais († 15 février 1632).
  - François de La Planche, tapissier flamand († 1627).
- 12 mars : Agnès-Hedwige d'Anhalt, abbesse de Gernrode, électrice de Saxe et duchesse de Schleswig-Holstein-Sonderburg-Plön († 3 novembre 1616).
- 24 mars : Giovanni Doria, cardinal italien († 19 novembre 1642).
- 4 avril : Claude de Beauvilliers, abbesse et religieuse bénédictine française († 20 janvier 1626).
- 6 avril : Marguerite de Brunswick-Lunebourg, aristocrate allemande († 7 août 1643).
- 12 avril : Jacques Bonfrère, prêtre jésuite des Pays-Bas méridionaux et bibliste († 9 mai 1642).
- 13 avril : Christine de Holstein-Gottorp, reine de Suède et de Finlande puis régente de Södermanland († 8 novembre 1625).
- 17 avril : Maximilien Ier, prince de la maison de Wittelsbach, duc de Bavière et prince-électeur du Saint-Empire romain († 27 septembre 1651).
- 19 avril : Doi Toshikatsu, fonctionnaire de haut rang du shogunat Tokugawa durant les premières années de l'époque d'Edo († 12 août 1644).
- 23 avril ou  29 avril : Joachim-Charles de Brunswick-Wolfenbüttel, prévôt et maire de Strasbourg († 9 octobre 1615).
- 26 avril : Marie de Médicis, reine de France, épouse de Henri IV († 3 juillet 1642).
- 28 avril : Charles d'Angoulême, duc d'Angoulême († 24 septembre 1650).
- 12 mai : Henri de Montpensier, dauphin d'Auvergne, duc de Montpensier, 17e prince souverain de Dombes, seigneur de Châtellerault et vicomte de Brosse († 27 février 1608).
- 9 juin : Hendrik Hondius I, éditeur et graveur hollandais († 29 octobre 1650).
- 12 juin : Robert Radclyffe, 5e comte de Sussex et pair anglais († 22 septembre 1629).
- 28 juin :
  - Henry Danvers, 1er comte de Danby († 20 janvier 1644).
  - Tommaso Stigliani, poète et écrivain italien († 27 janvier 1651).
- 12 juillet :
  - Pietro Carrera, prêtre, historien et joueur d'échecs italien († 18 septembre 1647).
  - Guillaume Le Gouverneur, évêque de Saint-Malo († 25 juin 1630).
- 14 juillet : Bonaventure Hepburn, religieux catholique écossais († octobre 1620).
- 18 juillet : Odoardo Fialetti, peintre et graveur italien († 1638).
- 20 juillet : Ahn Bang-jun, homme politique et écrivain coréen († 13 novembre 1654).
- 29 juillet : Philippe II de Poméranie, duc régnant de Poméranie-Stettin († 3 février 1618).
- ? juillet :
  - Inigo Jones, architecte anglais († 21 juin 1652).
  - Il Morazzone, peintre italien († 1626).
  - Giuseppe Ripamonti, religieux et historiographe italien († 11 août 1643).
- 13 août : Pierre Davity, militaire, écrivain, historien et géographe français († 2 mars 1635).
- 16 août : Anne d'Autriche, archiduchesse d'Autriche, reine de Pologne et de Lituanie et reine de Suède et de Finlande († 10 février 1598).
- 23 août : Théodore Diodati, médecin suisse († 12 février 1651).
- 25 août : Élisabeth de Danemark, princesse dano-norvégienne devenue duchesse consort de Brunswick-Lunebourg († 19 juillet 1626).
- 26 août : André Frémiot, prélat français, archevêque de Bourges († 13 mai 1641).
- 8 septembre : Georges-Frédéric de Greiffenclau, archevêque et prince-électeur de Mayence et archichancelier du Saint-Empire romain germanique († 6 juillet 1629).
- 28 septembre : Théodore de Mayerne, médecin et chimiste genevois († 22 mars 1655).
- 3 octobre : Antoine de Waele, pasteur protestant et théologien calviniste hollandais († 3 juillet 1639).
- 4 octobre : Rodrigo Caro, poète, humaniste et archéologue espagnol († 10 août 1647).
- 6 octobre : Henry Wriothesley, 3e comte de Southampton († 10 novembre 1624).
- 7 octobre : William Laud, archevêque de Cantorbéry († 10 janvier 1645).
- 11 octobre : Jacobus Boonen, prélat et juriste des Pays-Bas espagnols († 30 juin 1655).
- 3 novembre : Catherine de Lorraine, fille du duc Charles III de Lorraine et de Claude de France († 7 mars 1648).
- 30 novembre : Aubert Le Mire, historien ecclésiastique, historiographe et biographe belge († 19 octobre 1640).
- 3 décembre : Guillaume de Bèche, homme d'affaires liégeois († 10 février 1629).
- 7 décembre : Édouard Farnèse, cardinal italien († 21 février 1626).
- 20 décembre : Hildebrand von Kracht, officier brandebourgeois († 19 août 1638).
- 21 décembre : Mathurin Régnier, poète satirique français († 22 octobre 1613).
- 22 décembre : Ernest-Casimir de Nassau-Dietz, général, comte de Nassau-Dietz, stathouder de Frise de Drenthe et de Groningue († 2 juin 1632).
- 23 décembre : Giovanni Battista Crespi, dit le Cerano, peintre italien de la fin du XVIe et du début du XVIIe siècle († 23 octobre 1632).
- 24 décembre : Takuan Sōhō, maitre bouddhiste Zen et en arts martiaux japonais († 27 janvier 1645).
- 28 décembre : Friedrich Lindenbrog, juriste, philologue et érudit allemand d'expression latine († 9 septembre 1648).
- 31 décembre : Giulio Cesare Monteverdi, compositeur et organiste italien († 1630).
- Date précise inconnue :
  - Laurent Bénard, bénédictin français († 21 avril 1620).
  - Arent van Bolten, sculpteur, dessinateur, designer et orfèvre néerlandais († 1633).
  - Francesco Carletti, voyageur et marchand italien († 12 janvier 1636).
  - Chey Chettha II, Prince Ponhea Nhom, roi du Cambodge († 1627).
  - Giovanni Luca Chiavari, 98e doge de Gênes († 1657).
  - Carlos Coloma, militaire, diplomate et écrivain espagnol († 23 octobre 1637).
  - Ellis Gibbons, compositeur anglais († mai 1603).
  - Gō, personnage important de la fin de la période Sengoku († 15 septembre 1626).
  - Étienne Gueffier, diplomate français († 30 juin 1660).
  - Jacob van der Heyden, peintre, dessinateur, graveur et éditeur belge († 1645).
  - Thomas Jermyn, homme politique, courtisan et royaliste anglais († 1645).
  - Komatsuhime, femme japonaise de la fin de la période Azuchi Momoyama et du début de l'époque d'Edo († 27 mars 1620).
  - Kuki Moritaka, samouraï japonais († 28 octobre 1632).
  - Giambattista Leni, cardinal italien († 3 novembre 1627).
  - Léon Ier d'Iméréthie, roi d'Iméréthie de la dynastie des Bagratides († 1590).
  - Georges Maigret, augustin et écrivain wallon († 1633).
  - Robert Mansell, militaire et homme politique britannique († 1656).
  - Isaac Mercier, personnage historique genevois († 14 novembre 1636).
  - Juan Pérez de la Serna, septième archevêque de Mexicopeintre de la renaissance italienne
  - Henri de Saint-Nectaire, général et diplomate français († 4 janvier 1662).
  - Takenaka Shigekado, samouraï de la fin de l'époque Azuchi Momoyama au début de l'époque d'Edo († 2 novembre 1631).
  - Tiberio Titi, peintre italien († 1627).
  - Henri de Vicq, seigneur de Meulevelt, ambassadeur à Paris puis Président du Grand Conseil de Malines († 1651).
  - Degoreus Whear,  professeur d'université et historien anglais († 1er août 1647).
- Vers 1573 :
  - Sauvaire Intermet, musicien et compositeur français († 1657).
  - Magnús Ólafsson, érudit et pasteur islandais († 1636).

## Décès en 1573
- 17 janvier :  Pedro Ponce de León, évêque, érudit et bibliophile espagnol (° 1509)[29].
- 22 janvier : Antoine Ier d'Oldenbourg, prince de la maison d'Oldenbourg (° 11 mai 1505).
- 25 janvier :
  - Hirate Hirohide, samouraï de l'époque Sengoku au service du clan Oda (° 15 janvier 1553).
  - Natsume Yoshinobu, samouraï de la période Sengoku au service du clan Matsudaira (° 1517).

- 15 février : Matija Gubec, chef d'un soulèvement paysan croate et slovène (° 1538).

- 2 mars : Jean-Guillaume de Saxe-Weimar, prince allemand de la maison de Wettin (° 11 mars 1530).
- 3 mars : Claude II d'Aumale, marquis de Mayenne et duc d’Aumale (° 18 août 1526).
- 10 mars : Hans Mielich, peintre et dessinateur allemand (° 1516).
- 13 mars : Michel de L'Hospital, homme politique français (° vers 1506).

- 2 avril : Othon Truchsess de Waldbourg, théologien catholique allemand, évêque d'Augsbourg et cardinal-évêque de Palestrina (° 25 février 1514).
- 7 avril : Andreas Masius, prêtre catholique, précurseur des études syriaques en Occident (° 30 novembre 1514).

- 2 mai : Jacques Le Boucq, peintre, héraut, portraitiste et dessinateur hainuyer (° 1520)[30].
- 13 mai : Takeda Shingen, un des principaux daimyō ayant combattu pour le contrôle du Japon durant l'époque Sengoku (° 1er décembre 1521).

- 9 juin :
  - Francisco Barreto, gouverneur portugais des Indes et vice-roi des Indes portugaises (° 1520).
  - William Maitland de Lethington, homme politique et réformateur écossais (° 1525).
- 15 juin : Antonio Veranzio, diplomate et cardinal hongrois d'origine dalmate (° 29 mai 1504).
- 25 juin : René Martineau, médecin français, médecin des rois de France François II et Charles IX (° 1510).
- ? juin : Gaspard de Saulx, Maréchal de France (° mars 1509).

- Juillet : Étienne Jodelle, poète de la Pléiade et dramaturge français (° 1532).
- 7 juillet : Jacopo Barozzi da Vignola, architecte et un théoricien italien de l'architecture de la Renaissance (° 1er octobre 1507).
- 29 juillet : John Caius, médecin anglais (° 6 octobre 1510).

- 7 août : Léonor d'Orléans-Longueville, prince du sang, issu de la maison bâtarde de Longueville, gouverneur de Picardie et de Normandie et l’un des chefs militaires des guerres de religion (° 1540).
- 8 août : Simon Renard, conseiller de l'empereur Charles Quint et de son fils Philippe II d'Espagne (° 1513).
- 14 août :
  - Antoine de Crussol, chef militaire protestant durant les guerres de religion (° 21 juin 1528).
  - Saitō Tatsuoki, daimyo de la province de Mino durant l'époque Sengoku et seigneur de la troisième génération du clan Saito (° 1548).
- 20 août : Asakura Yoshikage, samouraï japonais et daimyō d'Echizen (° 24 septembre 1533).

- 7 septembre :
  - Giovanni Aldobrandini, cardinal italien (° 1525).
  - Jeanne d'Autriche, princesse espagnole, fille de Charles Quint et d'Isabelle de Portugal (° 24 juin 1535).
- 16 septembre : Tristán de Luna, conquistador espagnol (° 1510)[31].
- 23 septembre :  Azai Hisamasa, fils de Azai Sukemasa et le deuxième chef du clan Asai (° 1524).

- 13 octobre : Geoffroy Dumonstier, peintre, décorateur et graveur français (° vers 1500).
- 24 octobre : François Baudouin, jurisconsulte, théologien et humaniste né à Arras (alors ville des Pays-Bas espagnols) le (° 1er janvier 1520).

- 2 novembre : Barnim IX de Poméranie, corégent de Poméranie (° 2 décembre 1501).
- 9 novembre : Shimazu Katsuhisa, quatorzième chef du clan Shimazu et troisième fils de Shimazu Tadamasa durant l'époque des États guerriers de l'époque Sengoku (° 8 septembre 1503).
- 10 novembre : Friedrich von Wirsberg, prince-évêque de Wurtzbourg (° 23 novembre 1507).
- 15 novembre : Matheus Saladé, première victime de l'Inquisition espagnole à Lima (Pérou) (° 1526).
- 17 novembre[32] : Juan Ginés de Sepúlveda, chapelain de Charles Quint et précepteur de Philippe II d'Espagne. Il s’est appliqué à justifier doctrinalement la guerre contre les Indiens et leur mise en esclavage (° 1490).

- 10 décembre : Miyoshi Yoshitsugu, samouraï de l'époque Sengoku, dernier chef du clan Miyoshi, daimyo de la province de Kawachi au Japon (° 1549).

- Date précise inconnue :
  - Laurent Capponi, baron de Crève-Cœur et seigneur d'Ambérieux-en-Dombes (° 1512).
  - Henri Antoine de Clermont, militaire francais, vicomte de Tallard, duc de Clermont puis duc de Tonnerre (° 1540).
  - Franz Fabricius, érudit allemand (° 1525).
  - Étienne Forcadel, écrivain et juriste français (° 1534).
  - Guillaume de Marillac, seigneur de Ferrières-en-Brie et administrateur français (° vers 1521).

- Vers 1573 :
- Battista del Moro, peintre italien (° vers 1512).